# 内子座
33°33′5.2″N 132°39′0.7″E / 33.551444°N 132.650194°E

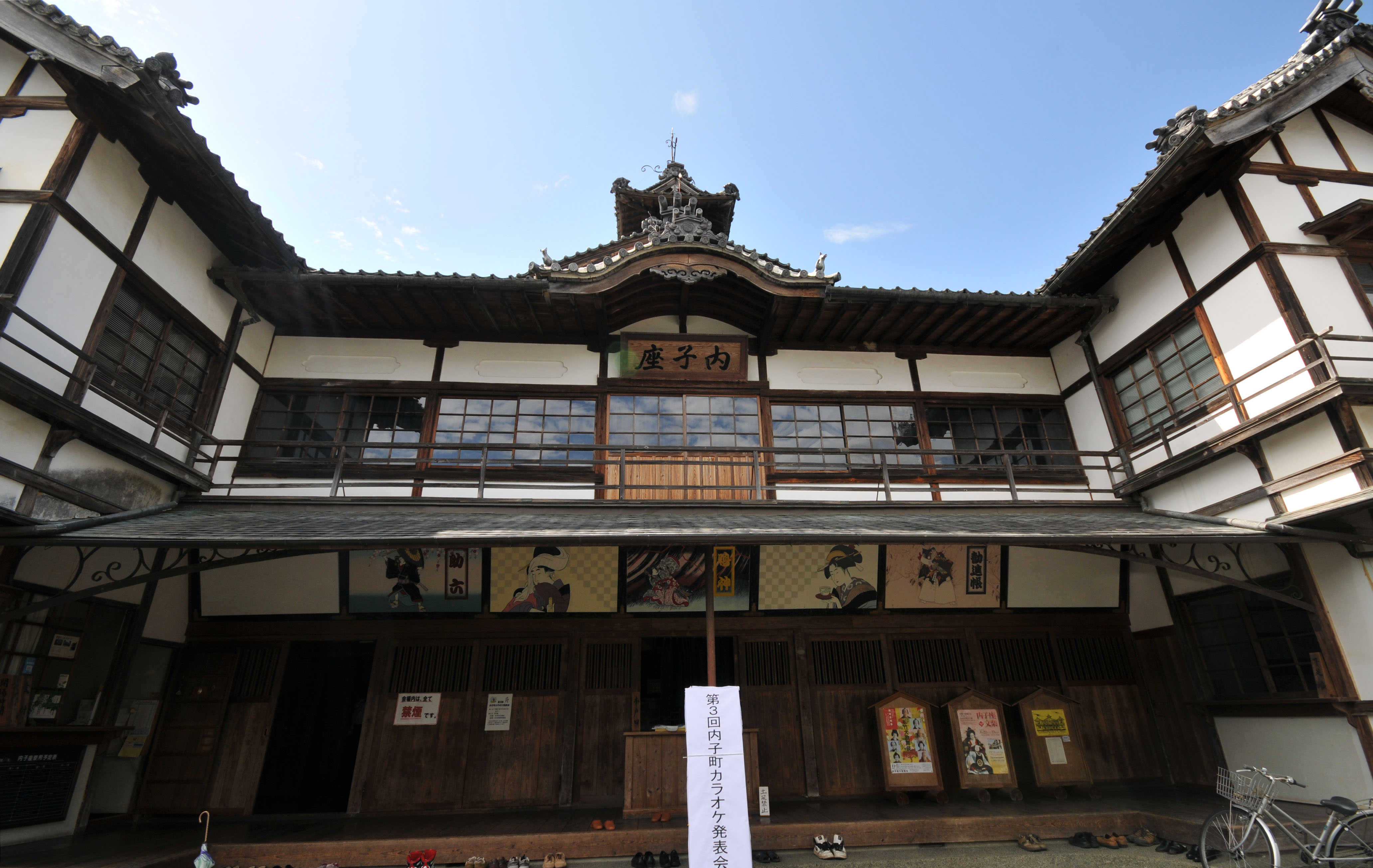
外觀

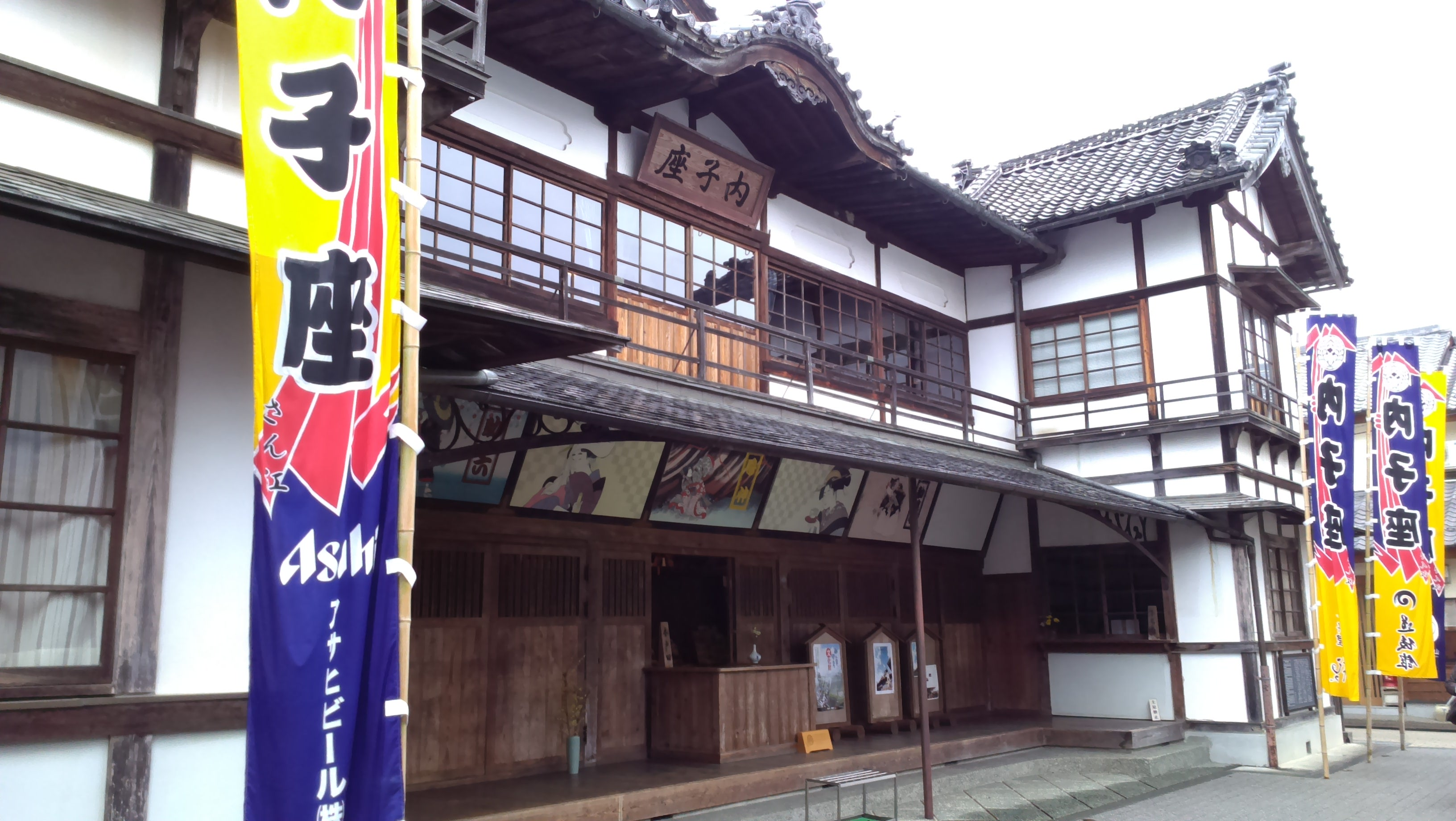
外觀

內子座是位於日本愛媛縣喜多郡內子町重要傳統的建造物群保存地區「八日市護國」附近的一個歌舞伎劇場。於1916年完工，現被列為國家重要文化財。
為木造二層樓建築，最大觀眾人數為650人，佔地面積302坪，建築面積242坪（1樓177坪、3樓65坪）。

## 歷史
內子町在明治末期靠著生產木臘和丝绸而繁榮，在大正天皇即位後，當地人決定共同出資建立可供日本傳統藝能演出的場所。隨著時代變化，後來成為放映電影、落語演出的功能。在建築老化後，曾被考慮拆除，但因接近重要傳統的建造物群保存地區「八日市護國」，居民期望可以做為傳統建築暨序保留，最終在內子町公所規劃下，完成復原工程，並恢復為歌舞伎為主的表演場所。

### 年表
- 1915年2月：中田鹿太郎等17人發起成立「大典記念株式會社內子座」。
- 1915年8月：工程開工。
- 1916年2月：完工啟用。
- 1950年：一樓的桝席（日语：枡席）被撤去改設置座椅，成為接近電影院的形式。
- 1967年3月：珠飾會社解散，改隸屬內山商工會所有。
- 1967年5月：改做為商工會館使用，主要功能為放映電影及音樂表演。
- 1982年9月：內山商工會將其捐蹭給內子町公所。
- 1982年9月：被列為內子町有形文化財。
- 1983年3月：內子地區舊市區被愛緣縣列為縣指定文化村落。
- 1983年10月：作為文化村落計畫的一部分，開始內子座復員工程。
- 1985年9月：復原工程完成。
- 1995年10月：第二期復原工程完成。
- 2015年7月：被列為國家重要文化財。

## 主要設備
- 枡席
- 迴轉舞台
- 奈落
- すっぽん

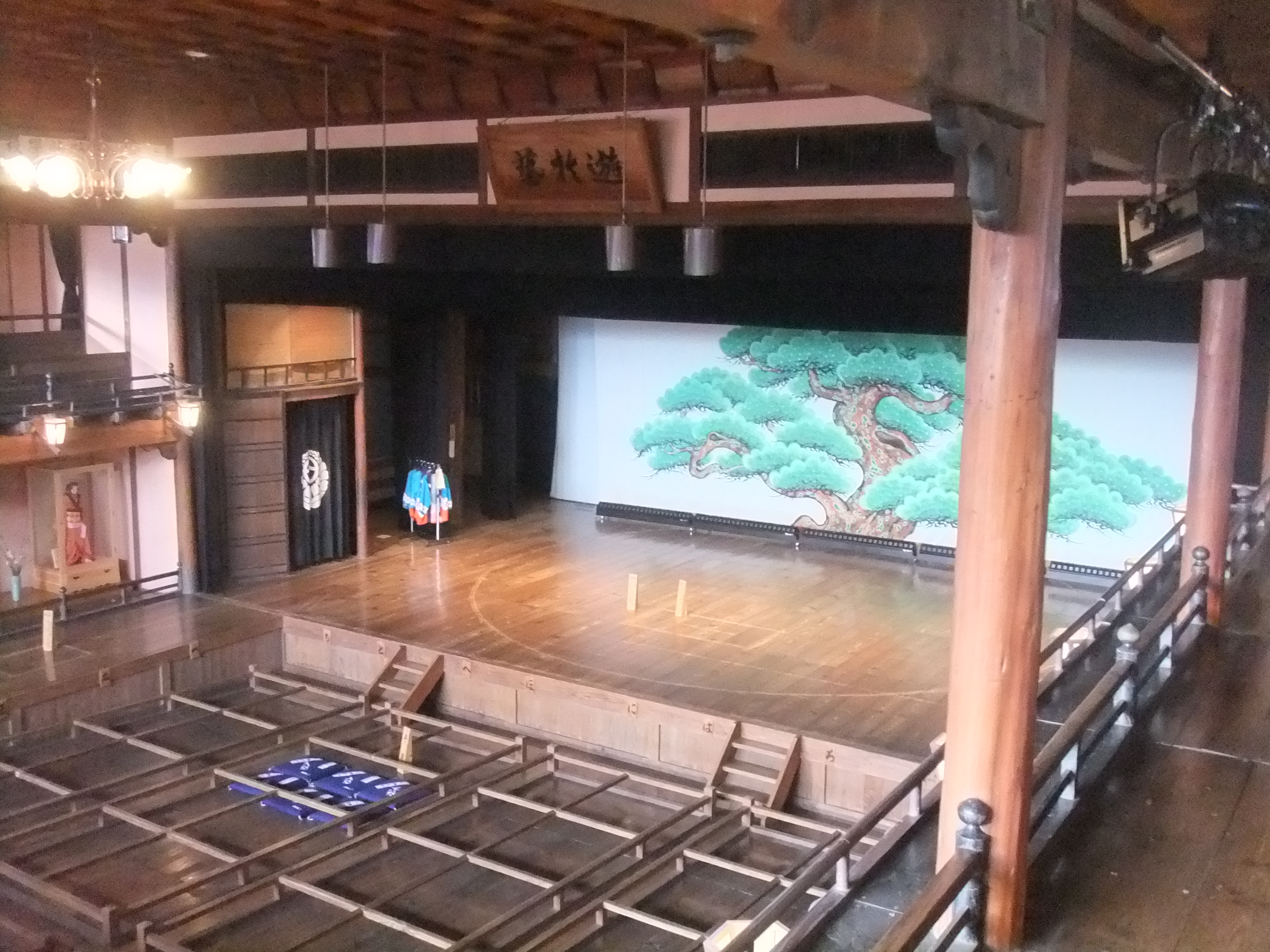
舞台（2012年1月拍攝）
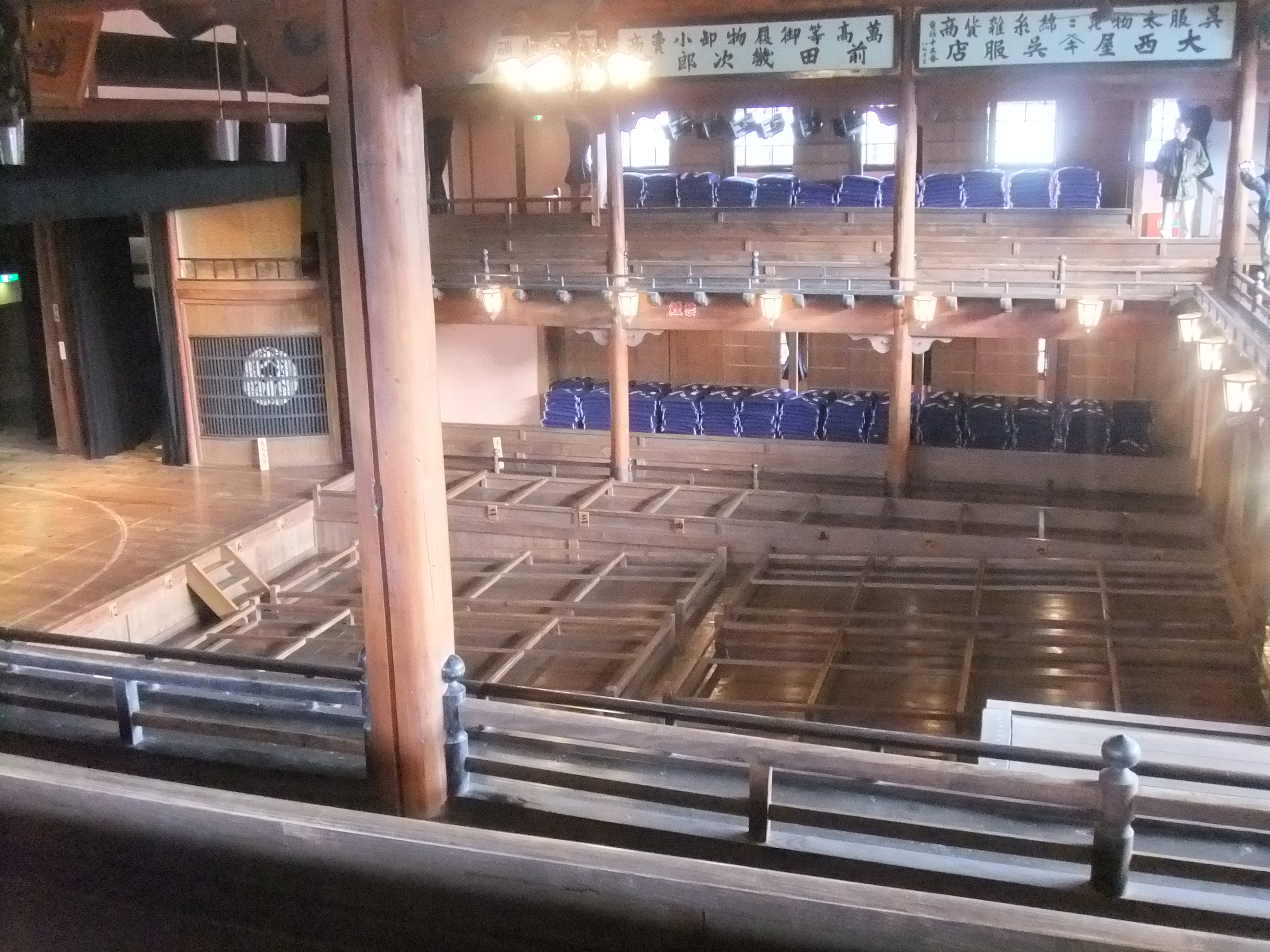
觀眾席（2012年1月拍攝）

## 外部連結
- 內子座 （页面存档备份，存于） - 内子町公所官方網頁